# خط أنابيب النفط بين كازاخستان والصين
خط أنابيب النفط بين كازاخستان والصين هو خط أنابيب لنقل النفط من كازاخستان إلي الصين، يمتد خط الأنابيب مسافة 2,228 كيلومترا ما بين أتيراو في كازاخستان إلى الاشانكو في الصين، ويعد خط الأنابيب أول خط أنابيب صيني مباشر يسمح لها باستيراد النفط من آسيا الوسطى. ملكية خط الأنابيب تعود لشركة البترول الوطنية الصينية (CNPC) وشركة النفط الكازاخستانية كاز موناي غاز .

## التاريخ
اتفقت الصين وكازاخستان على بناء خط أنابيب لنقل النفط بين البلدين عام 1997. أنجزت المرحلة الأولى من خط الأنابيب في عام 2003 وتبدأ من منطقة أكتوبي حتى أتيراو وفي عام 2004 بدأت المرحلة الثانية ببناء خط أنابيب بين اتاسو في كازاخستان إلي الاشانكو في الصين وتم الانتهاء منه في ديسمبر 2005. اما المرحلة الثالثة فتم الاتفاق عليها 18 أغسطس 2007 ببناء خط كينكياك-كومكول بين كازاخستان والصين. واكتمل هذا القسم في 11 يوليو 2009.
تم تطوير خط الأنابيب من قبل شركة البترول الوطنية الصينية (CNPC) وشركة النفط الكازاخستانية KazMunayGas.
وتبلغ الطاقة التصميمة لخط الأنابيب 20 مليون طن سنويًا.

## امدادات النفط
ينقل خط الأنابيب النفط الكازاخستاني إلي الصين وذلك من حقل كمكول النفطي في منطقة أكتوبي وحقل كاشاغان في بحر قزوين.